# سيرجيو بوريني
سيرجيو بوريني (بالإيطالية: Sergio Porrini)‏(ولد في 8 نوفمبر 1968) لاعب ومدرب كرة قدم إيطالي سابق. كان سيرجيو مدافعًا عنيدًا ومحترفاً، فقد كان معروفًا بتنوعه التكتيكي، حيث كان قادرًا على اللعب كمدافع وكظهير، و كان يلعب عادةً كظهير أيمن، على الرغم من افتقاره إلى القدرة التقنية البارزة.
لعب بوريني في العديد من الأندية الإيطالية خلال مسيرته الكروية، لكنه اكتسب شهرته خلال الفترة التي لعب فيها مع فريق نادي يوفنتوس، ونادي اسكتلندا رينجرز، حيث فاز بالعديد من الألقاب خلال تلك الفترة. وهو حاليا المسؤول عن تدريب فريق لنادي في دوري الدرجة الرابعة وهو فريق بونتي سولا.

## مسيرته الكروية
لعب سيرجيو بوريني خلال مسيرته الاحترافية مع 7 أندية في اثنين وعشرين موسمًا وسجل خلالها 10 أهداف ضمن 474 مباراة. حيث فاز في ثلاثة مواسم بالكأس وفي أربعة مواسم بالدوري.
خاض سيرجيو بوريني مسيرته مع نادي إيه سي ميلان في موسم 1988–89 لمدة موسم واحد، لم يشارك في أي مباراة ولم يسجل أي هدف. ثم انتقل إلى نادي أتالانتا في موسم 1989–90 ليلعب معه أربعة مواسم، حيث شارك في 100 مباراة سجل خلالها 3 أهداف. لينتقل بعدها إلى نادي يوفنتوس في موسم 1993–94 ليلعب معه أربعة مواسم، مشاركًا في 87 مباراة سجل خلالها هدفًا واحدًا. ثم انتقل إلى نادي رينجرز في موسم 1997–98 ليلعب معه أربعة مواسم، مشاركًا في 85 مباراة سجل خلالها 6 أهداف. هذا وانتقل لاحقًا إلى نادي ألساندريا في موسم 2001–02 ولمدة موسمين، مشاركًا في 34 مباراة ولم يسجل أي هدف. ثم انتقل بعدها إلى نادي بادوفا في موسم 2002–03 ولمدة موسمين، مشاركًا في 43 مباراة ولم يسجل أي هدف أيضًا. ليعود وينتقل من جديد، لكن هذه المرة إلى نادي إيه أس بيتزاغيتوني في موسم 2004–05 ليلعب معه خمسة مواسم، مشاركًا في 125 مباراة ولم يسجل أي هدف أيضًا.

## روابط خارجية
- سيرجيو بوريني على موقع الاتحاد الأوربي (الإنجليزية)
- سيرجيو بوريني على موقع قاعدة بيانات كرة القدم.إي يو (الإنجليزية)
- سيرجيو بوريني على موقع ناشيونال فوتبول تيمز (الإنجليزية)
- سيرجيو بوريني على موقع Soccerbase.com (لاعب) (الإنجليزية)
- سيرجيو بوريني على موقع Soccerway.com (الإنجليزية)
- سيرجيو بوريني على موقع عالم كرة القدم.نت (الإنجليزية)